# الخطوط الجوية الإيرانية

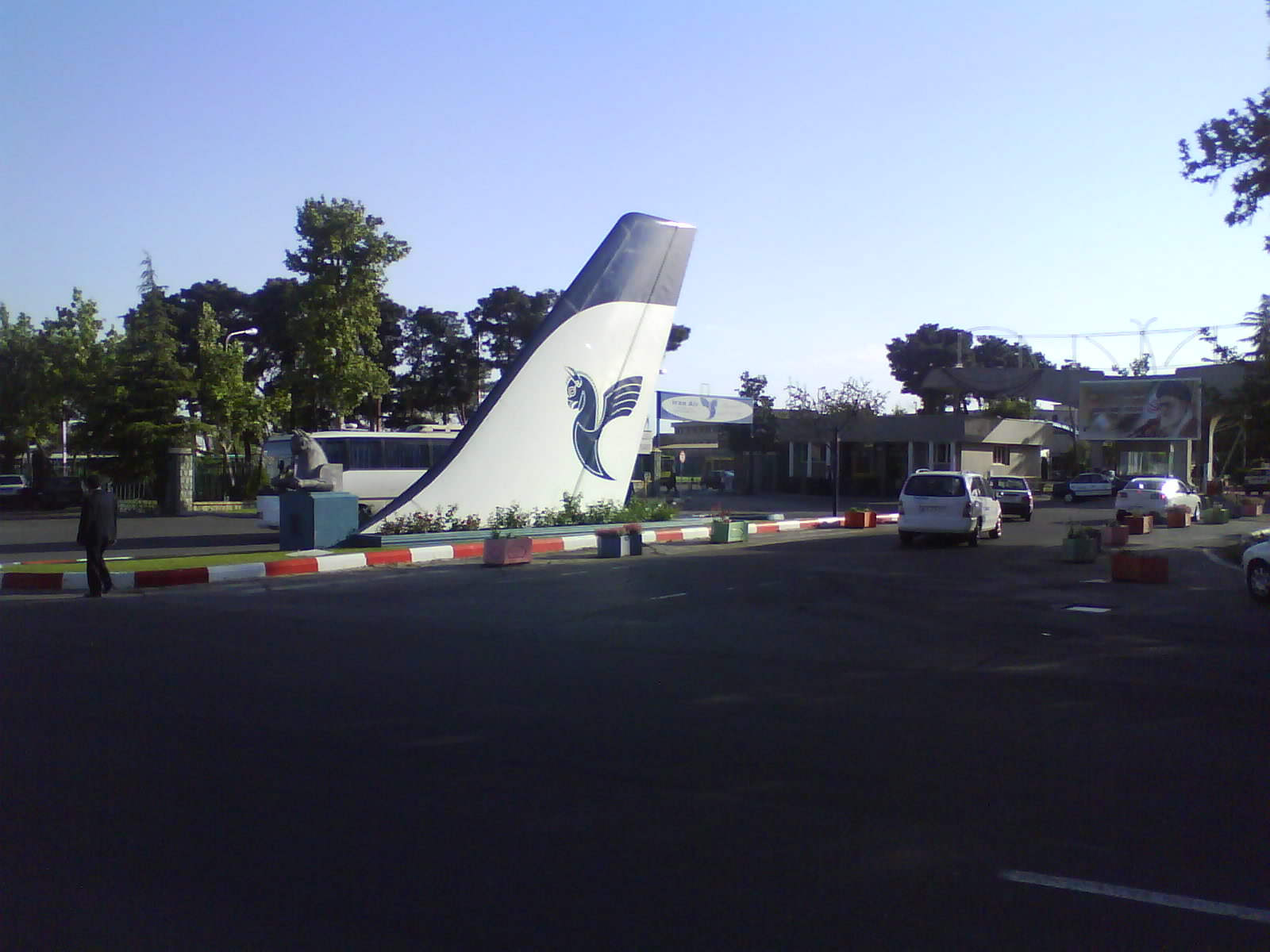
المقرالرئيسي لإيران اير في مطار مهرآباد

إيران للطيران (بالإنجليزية: Iran Air) (بالفارسية:هواپيمائي جمهوري إسلامي إيران) هي شركة الطيران الوطنية في إيران، تأسست سنة 1962، ويقع المقر الرئيسي للشركة في العاصمة طهران، وتتخذ من مطار الإمام الخميني الدولي مركزاً لعملياتها، تقدم إيران للطيران خدماتها إلى 55 وجهة في 28 دولة حول العالم.

في عام 2013 تم اختيار الشعار كما الأجمل في صناعة الطيران بأكملها Skift.
وفي عام 2024 تم فرض عقوبات دولية على الشركة من قبل الولايات المتحدة والاتحاد الأوروبي لدورها في توفير الأسلحة الإيرانية لروسيا خلال حرب روسيا وأوكرانيا.

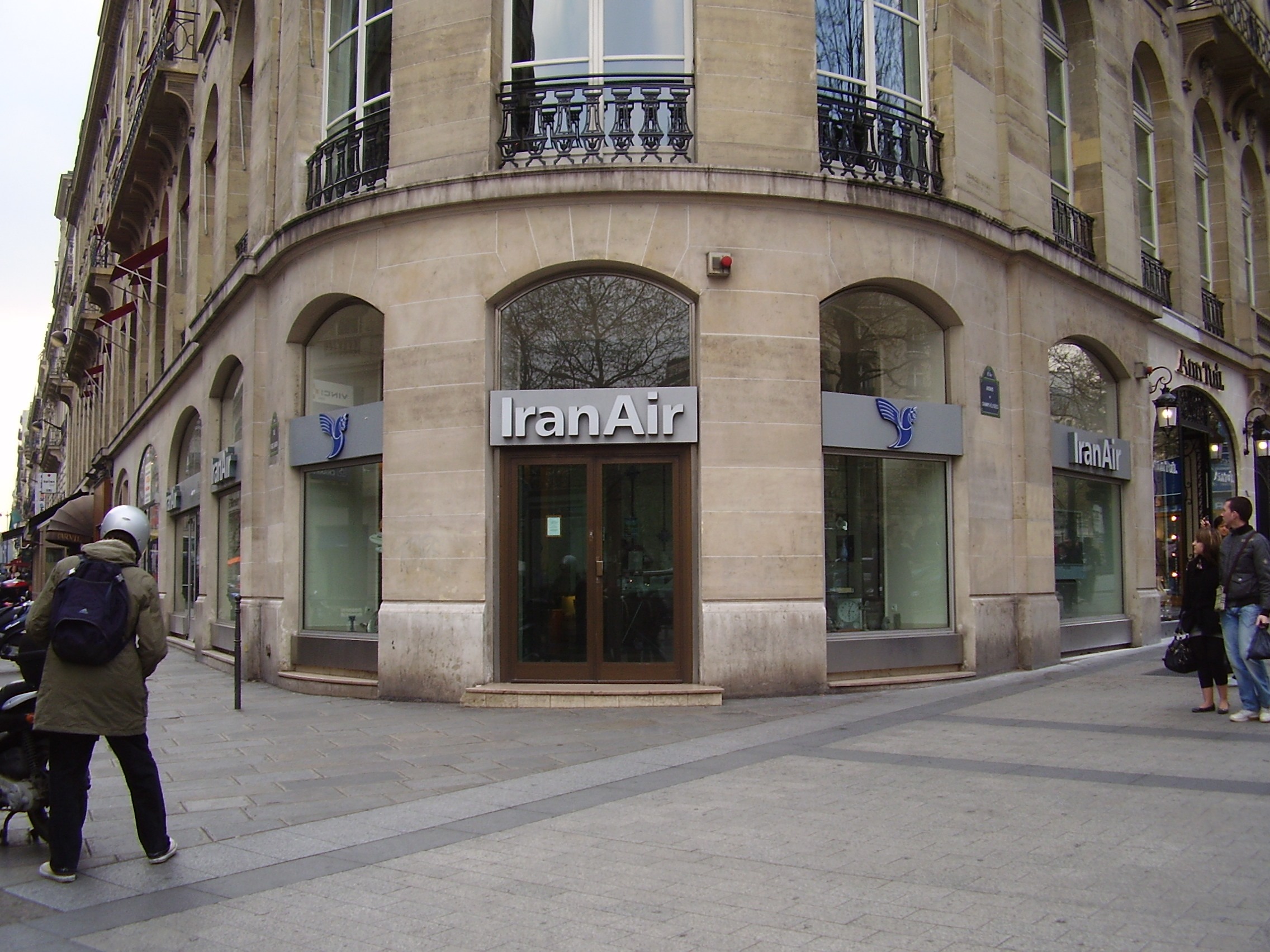
مكتب إيران اير في باريس

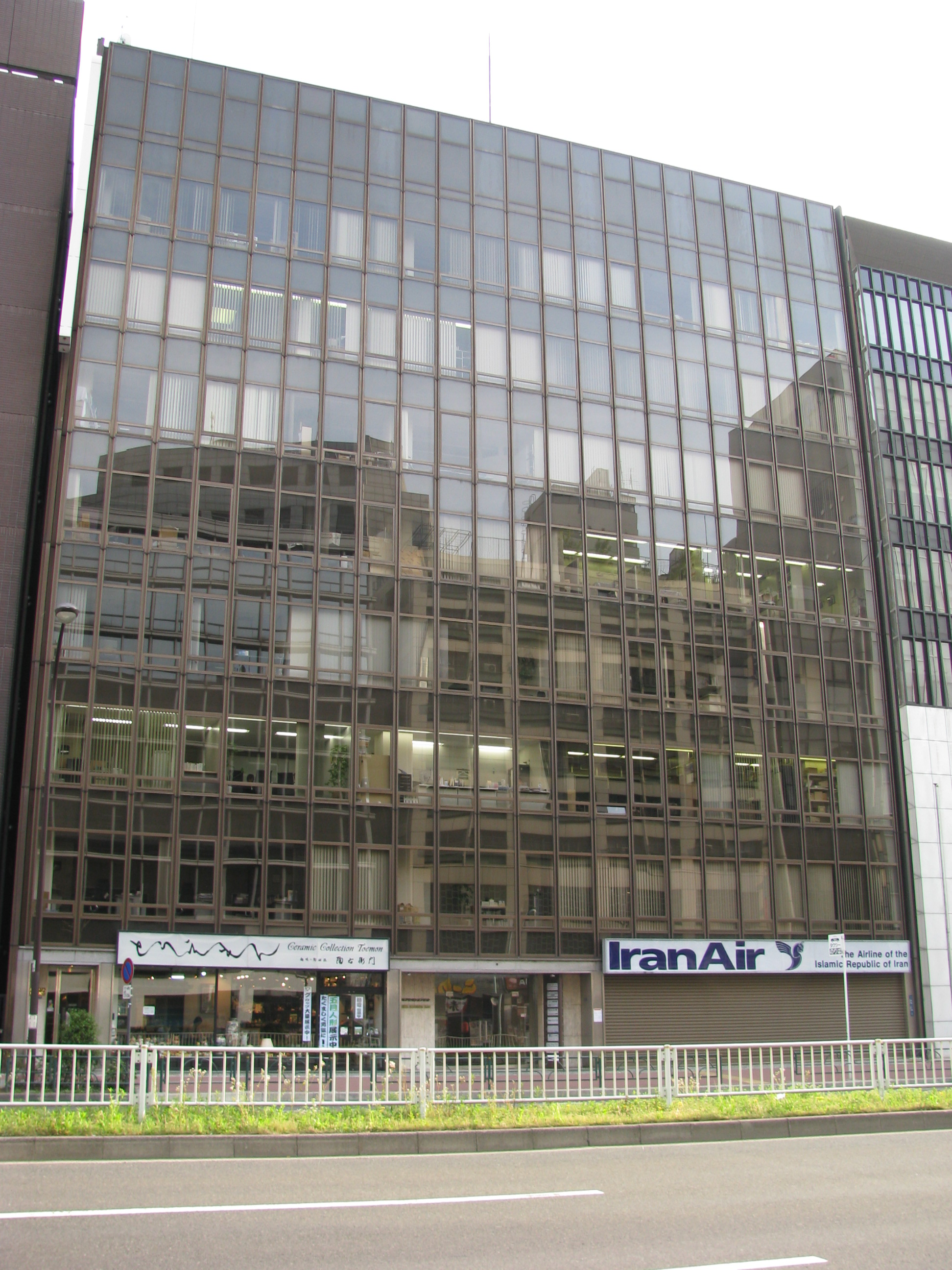
مكتب إيران اير في طوكيو

## الأسطول

### الأسطول الحالي
في جولاي 2015 كان متوسط العمر لطائرات خطوط إيران إير 23 سنة وهو أكثر من متوسط عمر طائرات باقي شركات العالم بمرتين . إيران إير في 29 مارس 2015 كانت تستخدم الأسطول التالي ويحتاج لمئة طائرة ضخمة وقصيرة المدي في المستقبل:

### طائرات مستخدمة سابقا
| Aircraft                | Total    | Retired      | Notes |
| ----------------------- | -------- | ------------ | --- |
| دوغلاس دي سي-3          | up to 40 | 1972         | 13 aircraft crashed. |
| دوغلاس دي سي-4          | up to 5  | 1960s        | 1 aircraft crashed. |
| دوغلاس دي سي-6          | up to 9  | 1972         | |
| دوغلاس دي سي-7          | ?        | ?            | |
| كونفير سي في -240       | 2        | 1960s        | |
| إليوشن إي أل-14         | ?        | ?            | |
| إليوشن إل-62            | ?        | ?            | |
| فيكرز فيكونت            | 4        | 1960s        | 1 aircraft crashed. 1 aircraft Sold to Central African Airways. |
| لوكهيد إل-749 كونستليشن | ?        | ?            | |
| كونكورد                 | 3        | 1975         | On 8 October 1972, Iran Air placed an order with British Aircraft Corporation for two Concorde supersonic jets, plus one option. These orders were canceled in April 1980 making Iran Air the last airline to cancel its Concorde orders. 1 was leased from الخطوط الجوية البريطانية. |
| ماكدونل دوغلاس دي سي-9  | 1        | 1976         | Rented from Martinair. |
| دوغلاس دي سي-8          | 1        | 1977         | Rented. |
| فيكرز في سي 10          | ?        | ?            | |
| فيكرز في سي 10          | ?        | ?            | |
| بوينغ 707               | 5        | Around 2000  | |
| بوينغ 727               | 3        | 2006         | One (EP-IRB) preserved outside the Iran Air Simulator. One (EP-IRD) crashed. |
| بوينغ 727               | 4        | 2014         | EP-IRR made an emergency landing at Tehran in October 2011 but was repaired. EP-IRP crashed in January 2011. Grounded, Still listed inn Iran Airs website. |
| بوينغ 737               | 12       | ?            | |
| بوينغ 747               | 1        | January 2014 | Registration EP-IAM. Last operator of Boeing 747-100. |

## وصلات خارجية
- الموقع الرسمي للشركة (بالإنجليزية)
- تفاصيل أسطول إيران للطيران (بالإنجليزية)